# رون بيرك (سياسي)
رون بيرك هو رائد أعمال واقتصادي وسياسي نرويجي، ولد في 17 يونيو 1960 في أوسلو في النرويج. نشط حزبياً في حزب العمال.